# 张立昆
张立昆（?—）天津人，保钓运动人士。

## 生平
张立昆早年入伍，成为中国人民解放军海军航空兵，曾在南中国海服役，后来退伍。
1992年，张立昆首次从报纸上看到“民间对日索赔”，从此开始关心民间对日索赔和保钓运动，并很快与童增取得联系。1996年，童增组织中国各地的保钓志愿者赴澳门参加华人联合保钓运动。行动虽未成功，却使张立昆加强了保钓的决心。
1998年，张立昆以“自费旅游”的方式，独自赴香港参加了两岸三地联合保钓行动。行前，他曾到北京，将自家祖辈世代居住的老屋拆迁后本来预备购置新房的补偿金交给童增，并称：“如果我这次回不来，你就将这笔钱全部用于对日民间索赔和保钓事业。”香港民间保钓人士出资购买了一艘渔船，并命名为“保钓号”，在两艘台湾渔船的护航之下开赴钓鱼岛。在距钓鱼岛30海里处，遭日本舰船包围和冲撞。“保钓号”遂提前放下快艇，张立昆和三位香港保钓人士登艇，试图强行冲上钓鱼岛，一度冲至距钓鱼岛约一海里处。最终因快艇油料耗尽，被迫返航。随后，因受日舰冲撞而严重受损的“保钓号”的船长被迫宣布弃船，“保钓号”上的25人全部转移到台湾渔船上， “保钓号”随即沉没。
在此次行动中，张立昆的腰部受伤，腰椎突出，不得不于1999年秋花了3万元人民币动手术，术后在床上静养了4个月。
2000年，术后刚康复的张立昆得知又要开展保钓行动，便再度以自费旅游的名义，赴香港参加保钓活动。但此次活动因准备不充分而未能成行。 
2003年5月19日，冯锦华、张立昆、李南、牛力丕、周文博5人在网上发出《中国保钓行动登岛志愿者召集正式开始》的公告，征集志愿者出海保钓。接受报名的网站还明示：“本次保钓行动召集的志愿者在本次活动结束后自行解散；所有保钓志愿者的资料都将自愿接受相关部门检查。”冯锦华的实名求援信在爱盟网的点击率极高，捐款者超过一千人。2003年6月22日晨，载有15位中国内地及香港保钓人士的“浙玉渔1980”号渔船自浙江省玉环县黄门港启程开赴钓鱼岛。6月23日，在日本海上保安厅8艘军舰和多架飞机的包围下，该渔船未能驶抵钓鱼岛，被迫返航，6月24日回到玉环县码头。
2003年10月，张立昆再度参加保钓行动。
2003年12月27日，中国民间保钓联合会（筹）在厦门正式成立，童增被推为会长，冯锦华、张立昆、李南、卢云飞、虞海泽等当选为常务会员。
2004年3月24日，冯锦华、张立昆、尹冬明、王喜强、方卫强、殷敏洪、胡显峰等7名大陆人士于北京时间早晨6时26分首次成功登陆钓鱼岛，并展开一面中华人民共和国国旗。此次行动的总指挥是虞海泽。当时张立昆是一家公司的职员。随后日本海上保安厅人员登上钓鱼岛强行拘捕了他们。日本媒体于3月25日报道称：“今天冲绳县警在25日午前把登上24日登上尖阁列岛的中国7名活动家用11管区海上保安本部的海上巡视船送到了冲绳本岛，巡视船在 25日9点45分进入那霸港，冲绳县警本部把7人分送到那霸警察署等4个警察署，由中国语翻译同席，对他们登岛的目的和在岛上的行动进行了调查。县警察说他们全体7个人都没有带护照，警方正在研究是把他们在审查完之后送检继续搜查，还是送给福岗入国管理局那霸支局。” 3月25日，这7位保钓人士在日本那霸受到搜身、强行拍照、审讯。最后，日本方面强制遣返了这7人，但这7人均未在认定强制遣返的文书上签字。3月26日下午，7位保钓人士乘飞机抵达上海。